# Thom Latimer
Thomas Raymond Latimer (Chesterfield, 6 de agosto de 1986) é um lutador de luta profissional e ator britânico. Ele trabalha atualmente para a National Wrestling Alliance (NWA), onde é o atual campeão mundial de pesos pesados da NWA em seu primeiro reinado, além de ser ex-campeão mundial de televisão da NWA, ex-campeão nacional da NWA e ex-campeão mundial de duplas da NWA. Ele também compete no circuito independente. Latimer é conhecido por seu trabalho na Total Nonstop Action Wrestling sob o nome de ringue Bram, onde foi campeão uma vez do TNA King of the Mountain. Antes de assinar com a TNA, ele lutou sob o nome de Kenneth Cameron no território de desenvolvimento da WWE, o NXT, como membro do grupo The Ascension.

## Carreira

### Treinamento e início de carreira
Latimer não cresceu assistindo wrestling profissional, principalmente porque sua família não tinha a Sky TVNem a SBT, nem a vivo, nem Net, ele era apenas um jovem pobre, mais tarde ele descobriu uma gravação de vídeo da WrestleMania VIII e depois o King of the Ring 1998 e desde então, tornou-se viciado no esporte. Latimer inicialmente estreou no wrestling como árbitro em 2002 e, finalmente, começou a lutar com nenhum treinamento prévio. Ele começou a lutar por uma promoção pequena chamada SWWA em Birmingham, sob o nome "Tom Savage" até 2003, quando mudou-se para Harrogate e juntou-se a uma escola de wrestling, a World Of Sport onde o veterano Jeff Kaye dava aulas. Ele mudou seu nome para Brendon Fraser em um festival chamado de Bash Bulldog. Mais tarde, em 2005, antes de uma luta, a WWE queria que ele mudasse seu nome, pois ele mudou Brendon para Brandon e porque ele foi apelidado de T na escola de Jeff Kaye, ele colocou os dois juntos para tornar-se Brandon T. Coincidentemente Latimer se juntou com o ex-mebro da escola de Jeff, Chris Chaos para lutar contra Snitsky e Tyson Tomko no Heat em 21 de novembro de 2005. Latimer estreou na All Star Wrestling em 07 de julho de 2008, sendo derrotado por Drew McDonald. Latimer passou a maior parte da década restante lutando pela ASW, até assinar com a WWE. Sua última luta pela ASW foi uma luta de duplas over the top rope, quando ele se juntou com Kid Cool, Shadow Phoenix e Tony Spitfire, sendo derrotados por Dave Mastiff, Mikey Whiplash, Rampage Brown e Spud.

### World Wrestling Entertainment

#### Territórios de desenvolvimento (2010 – 2012)
Latimer assinou com a WWE no final de 2010 e estreou no território desenvolvimento da WWE, a Florida Championship Wrestling em 20 de janeiro de 2011 como Kenneth Cameron. Ele formou uma dupla com Monty Lynch para enfrentar os Campeões de Duplas da FCW Damien Sandow e Titus O'Neill, mas acabaram sendo derrotados. A dupla venceu sua primeira luta na FCW apenas uma semana mais tarde contra Jacob Novak e um lutador desconhecido. A primeira aparição de Cameron na FCW TV foi contra Brodus Clay.
Em 28 de agosto de 2011, Ricardo Rodriguez anunciou a formação de um novo grupo ("stable"), chamada The Ascension, que incluia Cameron, Conor O'Brian, Tito Colon e Raquel Diaz. A primeira luta a incluir todos os membros aconteceu em 01 de setembro de 2011, com Cameron, Colon e O'Brian, acompanhado por Diaz, derrotando CJ Parker, Donny Marlow e Johnny Curtis. Em 30 de setembro, Cameron e Colon tiveram a chance de conquistar o FCW Tag Team Championship, mas perderam para os campeões CJ Parker e Donny Marlow. Em outubro, The Ascension deixou de ser associada com Rodriguez. No final de novembro, The Ascension se desfez porque O'Brian se lesionou, Colon tinha sido chamado para integrar o roster principal da WWE, e Diaz tornou-se Queen of FCW e se distanciou do grupo. Cameron se tornou o único "sobrevivente" da Ascension e ele continuou a usar o personagem que interpretava no grupo, durante suas aparições. No entanto, a desintegração da Ascension provaria ser benéfica para Cameron, ele iria para uma sequência três meses sem derrotas, até que ele foi finalmente derrotado por Colin Cassady em 23 de fevereiro de 2012. Em 15 de março de 2012, Cameron foi acompanhado até o ringue por Conor O'Brian na sua luta contra Byron Saxton, a luta terminou em desqualificação quando O'Brian interferiu. Cameron e O'Brian começaram a lutar como uma dupla com o nome de The Ascension e a sua primeira luta aconteceu em 23 de março, quando os dois derrotaram Jason Jordan e Xavier Woods. The Ascension sofreu sua primeira derrota quando o perderam para Corey Graves e Jake Carter, em uma disputa pelo título de duplas.
Em junho de 2012, Cameron e O'Brian (como The Ascension) estrearam no primeiro episódio da sexta temporada da WWE NXT gravado na Full Sail University, onde derrotaram Mike Dalton e CJ Parker. A The Ascensio em seguida, começou uma rivalidade com os Usos, os derrotando em 5 de setembro no NXT, e também derrotando Justin Gabriel e Tyson Kidd no NXT de 3 de outubro. Duas semanas depois, a The Ascension uniram-se com Kassius Ohno para derrotar Richie Steamboat e os Usos.
Latimer foi liberado da WWE em 30 novembro de 2012 após ser acusado de lesão corporal e intoxicação desordenada em St. Petersburg, Flórida. Latimer tinha sido anteriormente preso em janeiro de 2011 por dirigir sob a influência de álcool.

### Total Nonstop Action Wrestling (2014-2017)
Em 11 de abril de 2014, Latimer tinha fez uma luta de testes na Total Nonstop Action Wrestling (TNA) antes do One Night Only: X-Travaganza II. No episódio de 1 de maio de 2014 do Impact Wrestling, ele fez sua estréia oficial com o nome no ringue de Bram em um segmento nos bastidores com Magnus.

## Filmologia
| Filme | Filme                                              | Filme                | Filme                                        |
| Ano   | Filme ou série                                     | Papel                | Notas                                        |
| ----- | -------------------------------------------------- | -------------------- | -------------------------------------------- |
| 2013  | Best Buds 2D                                       | Merch                |                                              |
| 2013  | Blind Tag                                          | Brice Allen Mitchell | Prêmio Action Film Challenge de melhor herói |
| 2013  | Of Dice and Men: The Musical                       | Barbarian            |                                              |
| 2013  | The Adventures of William Strickland: Chick Magnet | Ellison              |                                              |
| 2014  | Dragons of Camelot                                 | Bors                 | Em produção                                  |

## No wrestling
- Movimentos de finalização
  - Curb Stomp[17] (Hair-pull head stomp)
  - Velvet Noise[18] (Spinning sitout jawbreaker)
- Movimentos secundários
  - Chinlock com body scissors[19]
  - Elbow drop[20]
  - German suplex[21]
  - Jumping knee drop[20]
  - Rope hung neckbreaker[11]
  - Vertical suplex levantando e caindo em um neckbreaker slam[19]
- Com Conor O'Brian
  - Movimentos de finalização da dupla
    - Downcast (Velvet Noise de Cameron seguido por um flapjack de O'Brian)[22]
    - Fall of Man[23] (Combinação Legsweep (O'Brian) / Spinning wheel kick (Cameron))[24]
- Gerentes
  - Raquel Diaz

## Campeonatos e prêmios
- Pro Wrestling Illustrated
  - PWI classificou-o em #308 dos 500 melhores lutadores individuais na PWI 500 em 2012